# Résurrection (film, 1958)
Pour les articles homonymes, voir Résurrection (homonymie).
Pour plus de détails, voir Fiche technique et Distribution.
Résurrection (titre original : Auferstehung) est un film franco-italo-allemand réalisé par Rolf Hansen et sorti en 1958.

## Synopsis
En Russie à la fin du XIXe siècle, le prince Dimitri Nekhlioudov, promis à un mariage de convenance, mène une vie superficielle et mondaine. Il est nommé juré au procès d'une femme en laquelle il reconnaît Katioucha, une fille du peuple qu'il a autrefois séduite et abandonnée enceinte. Désespérée, celle-ci a sombré dans la débauche. Nekhlioudov, qui a mauvaise conscience, se fait remplacer au tribunal et, alors qu'elle est innocente, Katioucha est condamnée à être déportée en Sibérie. Se sentant doublement coupable, Nekhlioudov n'aura de cesse de se racheter en lui demandant de l'épouser, mais elle le repousse. Elle meurt en refusant de lui pardonner et Nekhlioudov ne trouvera le salut qu'en confiant son âme au Christ après avoir fait abnégation[pas clair].

## Fiche technique
- Titre : Résurrection
- Titre original : Auferstehung
- Réalisation : Rolf Hansen
- Scénario : Renato Castellani et Juliane Kay d'après le roman de Léon Tolstoï, Résurrection (1899)
- Musique : Mark Lothar
- Photographie : Franz Weihmayr
- Son : Carl Becker
- Montage : Anna Höllering, Beate Mainka-Jellinghaus, Irmgard Scherpel
- Décors : Robert Herlth, Goffried Will
- Costumes : Arno Richter, Josef Dor, Josef Fichtner, Brunhilde Strack
- Pays d'origine :  Allemagne de l'Ouest,  France,  Italie
- Langue de tournage : allemand
- Période de tournage : 18 mars au 31 mai 1958
- Producteur : Hans Abich
- Sociétés de production : Bavaria Filmkunst AG (Allemagne), Francinex (France), Rizzoli Films (Italie)
- Sociétés de distribution : Bavaria Filmverleih, Omnia Deutsche Film export, Cinédis, Rizzoli
- Format : couleur (Technicolor) — 35 mm — 1.66:1 (Bavaria Atelier) — monophonique
- Genre : Film dramatique
- Durée : 106 minutes
- Date de sortie : 21 octobre 1958 en  Allemagne de l'Ouest

## Distribution
- Horst Buchholz : le prince Dimitri Nekhlioudov
- Myriam Bru : Katioucha
- Lea Massari : Maria Pavlovna
- Jean Murat : le président de la cour
- Gabrielle Dorziat : la Kitaïev

## Autour du film
C'est au cours du tournage que Horst Buchholz tomba amoureux de sa partenaire Myriam Bru et lui fit une cour pressante jusqu'à ce qu'elle ne puisse plus refuser sa demande en mariage.